# The Cross of Changes
The Cross of Changes è il secondo album degli Enigma, uscito nel 1993, seguito nel 1994 dalla Special Edition che contiene tre tracce in più rispetto all'originale (remix di Return to innocence, Age of loneliness, The eyes of truth).

## Tracce
1. Second chapter ("Curly" Michael Cretu)
2. The eyes of truth ("Curly" Michael Cretu)
3. Return to Innocence ("Curly" Michael Cretu)
4. I love you... I'll kill you  ("Curly" Michael Cretu - David Fairstein)
5. Silent warrior ("Curly" Michael Cretu)
6. The dream of the dolphin ("Curly" Michael Cretu)
7. Age of loneliness (Carly's song) ("Curly" Michael Cretu)
8. Out from the deep ("Curly" Michael Cretu)
9. The cross of changes ("Curly" Michael Cretu)
10. Return to innocence (Long & alive version) ("Curly" Michael Cretu); (traccia presente solo nell'edizione del 1994)
11. Age of loneliness (Enigmatic club mix) ("Curly" Michael Cretu); (traccia presente solo nell'edizione del 1994)
12. The eyes of truth (The Goetterdaemmerung Mix) ("Curly" Michael Cretu); (traccia presente solo nell'edizione del 1994)